# 青木倫太郎
青木 倫太郎（あおき りんたろう、1902年（明治35年）2月26日 - 1989年（平成元年）1月23日 ）は、日本の会計学者。学位は、商学博士（1955年）。関西学院大学名誉教授。関西学院大学商学部学部長・等松青木監査法人代表社員・大蔵省公認会計士3次試験委員・日本会計学会常務理事・税理士試験委員を歴任。日本会計学界の大御所的存在であった。
近代会計の動向,管理会計の研究、推進、発展に寄与し、多くの業績を残した。また会計実務の指導的意見で実務界の発展に寄与した。 滋賀県栗東町（現：栗東市）生まれ。

## 略歴
- 1919年 - 旧制 大阪市立天王寺商業学校卒業
- 1924年 - 旧制関西学院高等商業学部卒業
- 1925年 - 南メソジスト大学商学部卒業(BA)
- 1926年 - ミシガン大学大学院経営研究科修了)
- 1927年 - コロンビア大学大学院商学研究科卒業(MS)
- 1927年 - アメリカより渡欧、英、仏、独留学（1928年まで）
- 1928年 - 旧制関西学院高等商業学部教授（1934年まで）
- 1934年 - 関西学院大学商経学部助教授（1937年まで）
- 1937年 - 関西学院大学商経学部教授（1952年まで）
- 1952年 - 関西学院大学商学部長、大学院商学研究科長
- 1954年 - 関西学院大学大学院商学研究科教授（1970年定年退職まで）
- 1955年 - 商学博士
- 1955年 - アメリカ会計学会 出席のため渡米
- 1960年 - 関西学院生活共同組合理事長
- 1969年 - 関西学院財政問題研究委員会委員
- 1970年 - 大阪学院大学教授（1977年まで）

## 社会的活動
- 1937年 – 日本会計学会創立、常務理事
- 1942年 – 商工省財務管理委員会委員任命
- 1942年 – 日本原価計算協会近畿支部常務理事
- 1950年 – 公認会計士試験合格
- 1954年 – 税理士試験委員（財務諸表論）
- 1958年 – 公認会計士二次試験委員（監査論）1964年まで。
- 1963年 – 大阪簿記会計学協会理事長
- 1966年 – 大蔵省公認会計士特例試験委員（監査）
- 1967年 – 大阪中央経理研究所常務理事
- 1968年 – 等松青木監査法人代表社員
- 1968年 – 大蔵省公認会計士3次試験委員（監査）

## 受賞
- 1962年 – 兵庫県教育功労賞受賞

## 著書
- 『標準簿記会計　研究編』（清文社, 1976年）
- 『会計学 理論と実際』（寳文館, 1931年）
- 『近代会計学大系 8 監査会計論』（中央経済社, 1976年）黒沢清共著
- 『体系近代会計学6 監査会計論』（中央経済社, 1960年）黒沢清共著
- 『最新原価計算講義』（同文舘出版, 1973年）
- 『最新原価計算論』（同文舘出版, 1972年）
- 『予算統制と標準原価計算 原理と事例』（同文舘出版, 1967年）
- 『財務諸表論 改訂』（税務経理協会, 1966年）
- 『新講簿記論』（中央経済社, 1966年）
- 『事例研究直接原価計算』（同文舘出版, 1964年）
- 『直接原価計算』（同文舘出版, 1956年）
- 『管理会計 新会計学全書』（国元書房, 1952年）
- 『原価計算の問題と解答』（中央経済社, 1952年）
- 『軍需工場製造工業原価計算簿記』（大同書院, 1942年）
- 『管理会計 企業経営者に必要な会計の知識』（東洋出版社, 1936年）
- 『管理会計 新会計学全書』（中央経済社, 1952年）
- 『金利計算表 改訂版』（川瀬日進堂, 1939年）
- 『近代会計の動向』（中央経済社, 1962年）関西学院大学会計学研究室共著

## 辞典などの分担執筆
- 『経営学辞典』（ダイヤモンド社, 1952年）
- 『会社財務ハンドブック』（同文舘出版, 1954年）
- 『会計学辞典』（同文舘出版, 1955年）
- 『簿記会計ハンドブック』（同文舘出版, -----年）
- 『原価会計ハンドブック』 （税務経理協会, 1959年）
- 『新会計学辞典』（同文舘, 1966年）
- 『原価計算辞典』（中央経済社, 1968年）

## 論文
- 『会計教育の今昔』（会計, 1974年）
- 『拡張された資本会計』（産業経理, 1971年）
- 『新らしい監査準則のあり方 (制度会計論(新しい会計原則の探求-3完-))』（会計, 1971年）
- 『企業の財政状態と日本経営の問題点』（商學論究, 1970年）
- 『経営意思決定に役立つ会計』（商學論究, 1969年）
- 『継続性と引当金の諸問題』（企業会計, 1969年）
- 『会計学の文化意義 (私の財務会計観--会計理論の実践指導性をめぐって(特集))』（企業会計, 1968年）
- 『株式会社の計算書類の公告』（企業会計, 1968年）
- 『監査課の監査,管理部の監査,監査役の監査 (監査制度のあり方と監査役監査(特集))』（会計, 1968年）
- 『監査役制度の改正について』（商學論究, 1967年）
- 『私の管理会計観』（企業会計, 1967年）
- 『ミクロ会計とマクロ会計』（商學論究, 1966年）
- 『監査論新講-1-,-2-,-3-,-4-,-5-,-6-,-7-,-8-,-9-,-10-』企業会計, 1959～60年）
- 『計数管理の領域』（企業会計, 1966年）
- 『粉飾会計と監査問題』（商學論究, 1966年）
- 『転換期に立つ会計実務』（産業経理, 1965年）
- 『概念学派と機能学派--特集・会計の基本職能はなにか』（企業会計, 1965年）
- 『倒産と借金經営』（商學論究, 1964年）
- 『管理会計の発展と新製品の選定法』（産業経理, 1964年）
- 『価値循環と経営経済の諸問題』（産業経理, 1964年）
- 『「企業会計原則」の性格--特集・企業会計原則の在り方--その一部修正を契機として』（企業会計, 1964年）
- 『財務監査と経営監査』（会計, 1964年）
- 『経営力把握の諸問題』（商學論究, 1963年）
- 『負債比率の改善と大蔵省試案』（産業経理, 1963年）
- 『自己株式表示方法--特集「新商法規則」を吟味する』（企業会計, 1963年）
- 『企業の動的均衡と意思決定』（商學論究, 1961年）
- 『直接原価計算の実践』（商學論究, 1961年）
- 『方針決定のための会計』（産業経理, 1961年）
- 『財務会計と管理会計の交錯』（産業経理, 1961年）
- 『管理会計の内容と制度』（商學論究, 1959年）
- 『経理管理』（商學論究, 1959年）
- 『国民所得,事業所得,課税所得』（会計, 1959年）
- 『税務会計の性格』（企業会計, 1958年）
- 『監査基準と監査準則』（商學論究, 1957年）
- 『粉飾会計論』（企業会計, 1957年）
- 『正規の監査手続』（会計, 1957年）
- 『生産性向上と企業会計』（商學論究, 1956年）
- 『米国の監査制度』（産業経理, 1956年）
- 『監査基準と監査準則』（商學論究, 1957年）
- 『監査会計総論』（商學論究, 1954年）
- 『近代会計の機能』（商學論究, 1954年）
- 『企業利益と課税所得』（商學論究, 1952年）
- 『活動資金の統制』（商學論究, 1951年）
- 『企業會計原則』（經濟學論究, 1949年）
- 『アメリカ会計学の動向』（經濟學論究, 1948年）
- 『会計の主体』（企業会計, 1954年）
- 『売上月額予測の方法』（企業会計, 1952年）
- 『損益計算書分析』（企業会計, 1952年）
- 『売上高の予測の方法』（企業会計, 1951年）
- 『企業原則と企業及び税務会計』（企業会計, 1950年）
- 『1948年春季の会計監査試験問題研究』（企業会計, 1949年）
- 『企業分析-完-』（大阪証券取引所調査統計月報, 1953年）
- 『企業分析-1-』（大阪証券取引所調査統計月報, 1952年）
- 『課税所得法決定の会計原理』（会議所月報, 1952年）
- 『青色申告制と中小企業簿記』（会議所月報, 1950年）
- 『青色申告制と中小企業』（会議所月報, 1950年）
- 『企業会計原則の一般原則について』（産業經理, 1954年）
- 『商法総則の経理規定』（産業經理, 1952年）
- 『原価計算と税務』（産業經理, 1951年）
- 『監査と証券会計』（産業經理, 1950年）
- 『ニュウナーとブロッカーの原価計算』（産業經理, 1950年）
- 『税務会計と会社会計』（産業經理, 1950年）
- 『正規の監査手続』（會計, 1957年）
- 『会計士監査』（會計, 1955年）
- 『正規の監査手続』（會計, 1957年）
- 『アメリカ会計学界の明星ドナルド・H. マッケンヂー教授逝く』（會計, 1955年）
- 『会計原則の改正』（會計, 1954年）
- 『企業会計基準の設定について』（會計, 1950年）
- 『発生主義と権利確定主義』（會計, 1952年）
- 『渡米通信』（税経通信, 1955年）
- 『社会会計と税務会計』（税経通信, 1953年）
- 『税務会計と所得概念』（税経通信, 1951年）
- 『アメリカに於ける内部監査の実際』（経済人, 1956年）
- 『会計原則の検討と課題』（経営評論, 1953年）
- 『税務簿記』（月刊簿記, 1952年）
- 『復刊の辞』（商學論究, 1951年）
- 『経理革命への道』（同盟時報, 1951年）
- 『計算書類と評価問題--新商法の実際的考察』（同盟時報, 1951年）
- 『正規の監査手続--一般監査手続』（税務会計, 1948年）
- 『アメリカ所得税法上の棚卸資産』（税務会計, 1948年）
- 『利益グラフ』（税務会計, 1948年）

## 他
- 国際会計教育研究学会青木倫太郎賞